# Себастьян Коатес
Себастья́н Коа́тес Ніо́н (ісп. Sebastián Coates Nión; нар. 7 жовтня 1990, Монтевідео, Уругвай) — уругвайський футболіст, центральний захисник збірної Уругваю і португальського «Спортінга».

## Клубна кар'єра

### «Насьйональ»
Коатес — вихованець молодіжної академії «Насьоналя». Був капітаном різного віку в молодіжних складах. У січні 2009 року підписав контракт з професійною командою. Досить швидко влився в основу «триколірних». У кубку Лібертадорес 2009, де «Насьйональ» дійшов до півфіналу турніру, Коатес провів 5 матчів, де відзначився 1 забитим голом. Також взяв участь в половині матчів Клаусури, і в результаті став чемпіоном Уругваю сезону 2008/2009.
Поступово став гравцем основи команди й в кінці 2009 року був удостоєний виклику в національну збірну своєї країни. У березні 2010 року був викликаний також і на товариський матч проти Швейцарії в рамках підготовки до чемпіонату світу 2010 року, хоча і не взяв участі в матчі.

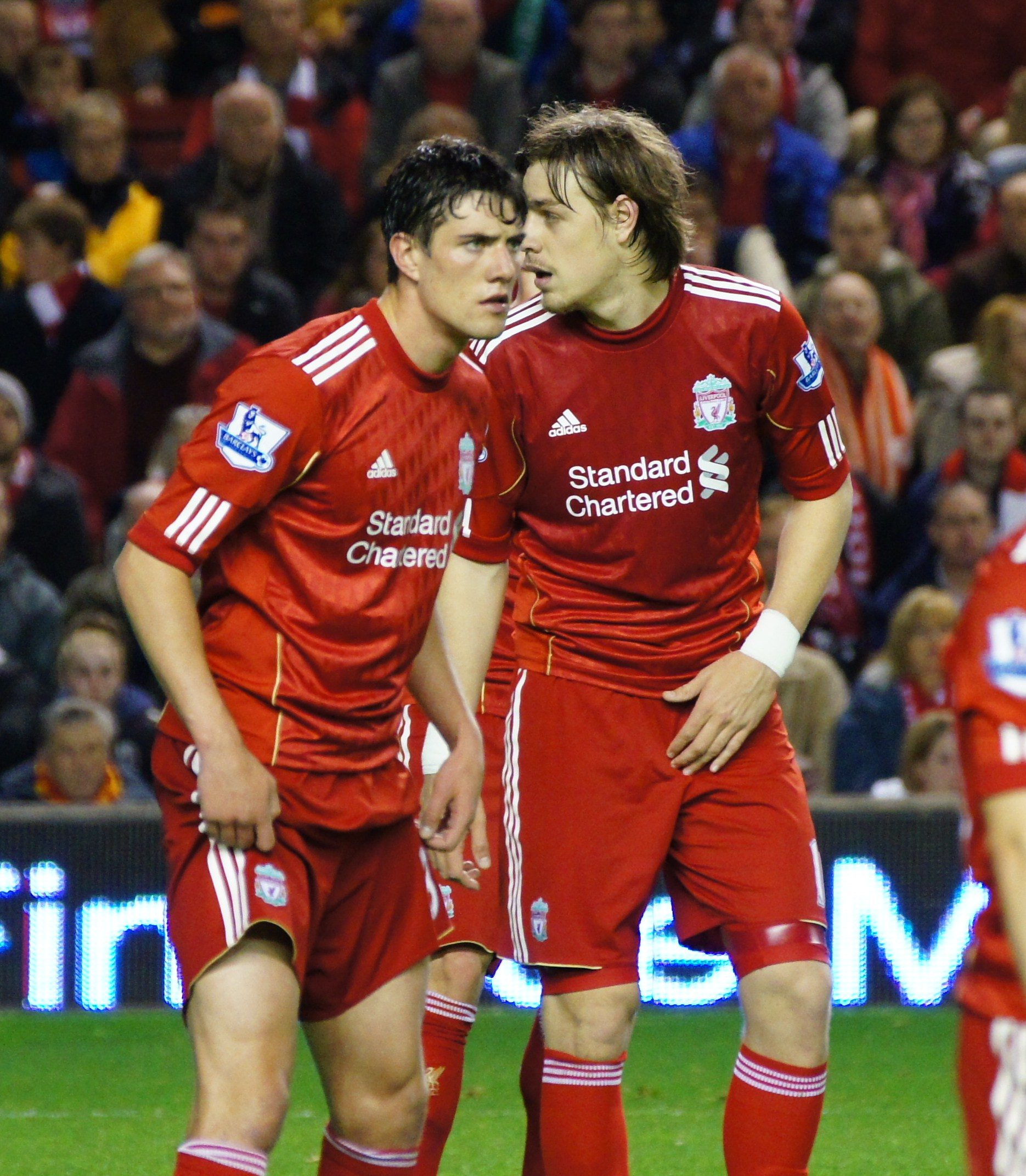
Мартін Келлі (ліворуч) та Коатес у «Ліверпулі»

У чемпіонаті 2009—2010 крім вдалих дій в обороні відзначився дублем у ворота «Рампль Хуніорс».

### «Ліверпуль»
У серпні 2011 року з'явилися чутки про те, що Коатес може перейти до англійського «Ліверпуля». 25 серпня сам Себастьян сказав про те, що має намір перейти в цю команду, повідомивши також, що Луїс Суарес, його партнер по збірній, допоміг йому зробити такий вибір. А 30 серпня «Ліверпуль» офіційно оголосив про те, що Коатес пройшов медогляд, отримав дозвіл на роботу та підписав контракт з клубом.
18 вересня 2011 року провів свій перший матч за основну команду проти «Тоттенхем Готспур», замінивши травмованого Даніель Аггера. 21 березня 2012 року забив перший гол за «Ліверпуль» у ворота лондонського клубу «Квінз Парк Рейнджерс» (у стрибку «бічними ножицями»). Проте закріпитись в основі червоних уругваєць так і не зумів, через що здавався в оренду в рідний «Насьонал», а також англійський «Сандерленд».

### «Сандерленд»
Влітку 2015 року «Сандерленд» за 2 млн фунтів викупив контракт футболіста, проте вже на початку 2016 року гравця було віддано в оренду в португальський «Спортінг».

### «Спортінг»
Прийшовши до «Спортінга», аргентинець відразу став основним гравцем у центрі захисту лісабонської команди й провів до завершення сезону 2015/16 13 матчів у її складі, допомігши їй здобути «срібло» національної першості. Влітку 2016 року орендну угоду було подовжено ще на один сезон, а 2 лютого 2017 року «Спортінг», в якому Коатес встиг стати ключовим захисником, викупив його контракт в «Сандерленда». 

## Кар'єра у збірній

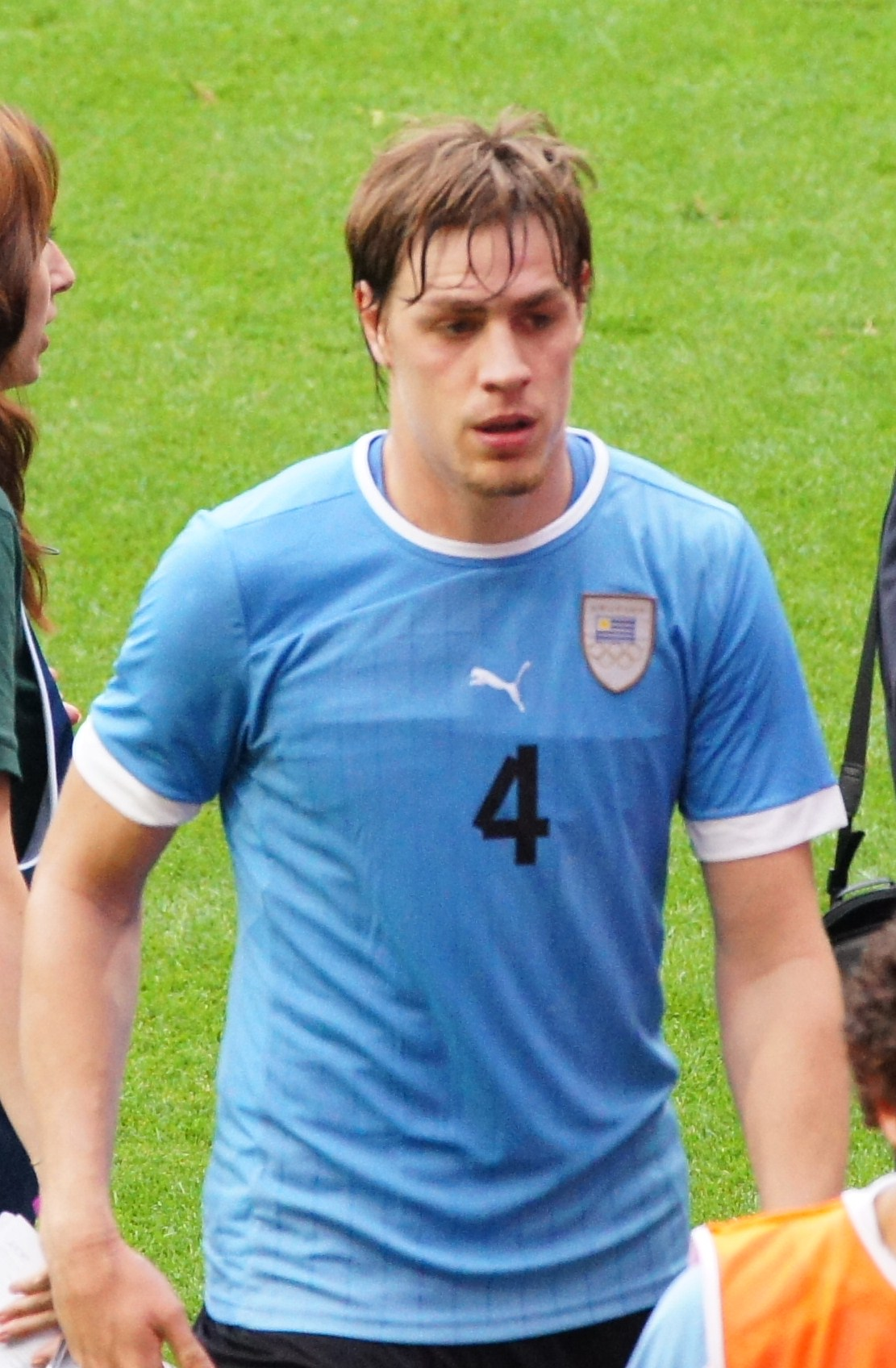
Себастьян Коатес на Олімпіаді-2012

Дебютував в основний збірної Уругваю 23 червня 2011 року. Коатес вийшов на заміну замість Маурісіо Вікторіно на 60-й хвилині товариського матчу проти Естонії, який уругвайці виграли в Монтевідео з рахунком 3:0. 
Через місяць потрапив у заявку на кубок Америки—2011, де провів 4 матчі, до кінця турніру ставши гравцем основи збірної, а уругвайці стали тріумфаторами турніру. Був визнаний найкращим молодим гравцем Кубка.
Наступного року він був включений Оскаром Табаресом у заявку олімпійської збірної на літні Олімпійські ігри 2012 року в Лондоні. Себастьян відіграв без замін усі три матчі у групі, однак Уругвай в результаті не зміг вийти в плей-оф. 
У 2013 році Коатес поїхав з командою на Кубок конфедерацій в Бразилії, де він виходив на поле у двох матчах групового етапу, а Уругвай закінчив турнір на четвертому місці.
Попри те, що Коатес пропустив через травми майже весь сезон 2013/14, Табарес таки включив гравця у заявку на чемпіонат світу у Бразилії. Щоправда, на мундіалі він зіграв лише дві хвилини, замінивши партнера по «Ліверпулю» Луїса Суареса в кінцівці гри проти збірної Англії. 
У наступному році у статусі дублера поїхав на Кубок Америки 2015 року в Чилі, де зіграв в одному матчі групового етапу проти збірної Парагваю (1:1), заміняючи дискваліфікованого капітана Дієго Годіна. Та нічия дозволила команді вийти з групи, проте в першому ж раунді плей-оф уругвайці без Коатеса на полі поступились господарям.
Попри те, що Коатес не увійшов до складу уругвайської збірної на Кубок Америки 2016 року, він був одним з основних захисників команди під час відбіркової кампанії на чемпіонат світу 2018. 2 червня 2018 року був включений до заявки збірної для участі у своїй другій світовій першості — фінальній частині чемпіонаті світу 2018 в Росії. 

## Досягнення

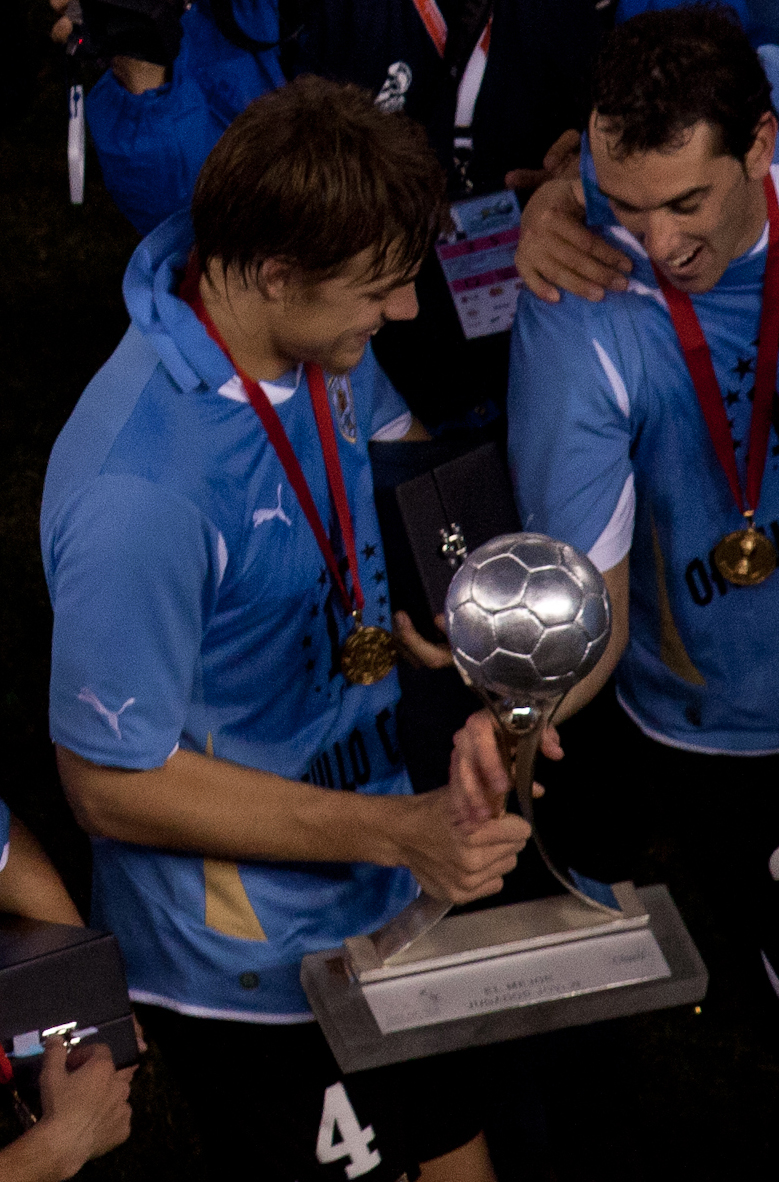
Себастьян Коатес з нагородою найкращому молодому футболісту Кубка Америки 2011 року

### Командні
«Насьйональ»
- Чемпіон Уругваю: 2009, 2011
- Володар Суперкубка Уругваю: 2025

«Ліверпуль»
- Володар Кубка Футбольної Ліги: 2012

«Спортінг»
- Володар Кубка португальської ліги: 2018, 2019, 2021, 2022
- Володар Кубка Португалії: 2019
- Чемпіон Португалії: 2021, 2024
- Володар Суперкубка Португалії: 2021

Збірна Уругваю
- Володар кубка Америки: 2011

### Особисті
- Найкращий молодий гравець кубка Америки: 2011
- Найкращий футболіст чемпіонату Уругваю: 2011